# Muhammad Saiful Saifuddin
Muhammad Saiful Safwan Saifuddin (* 30. Januar 1999) ist ein malaysischer Sprinter, der sich auf den 400-Meter-Lauf spezialisiert hat.

## Sportliche Laufbahn
Erste internationale Erfahrungen sammelte Muhammad Saiful Saifuddin im Jahr 2018, als er bei den Juniorenasienmeisterschaften in Gifu im 400-Meter-Lauf mit 49,28 s in der ersten Runde ausschied und mit der malaysischen 4-mal-400-Meter-Staffel in 3:09,60 min die Bronzemedaille gewann. Im Jahr darauf belegte er bei den Südostasienspielen in Capas in 47,11 s den siebten Platz im Einzelbewerb und erreichte mit der Staffel in 3:09,80 min Rang vier.
2019 wurde Saifuddin malaysischer Meister im 400-Meter-Lauf.

## Persönliche Bestleistungen
- 400 Meter: 47,00 s, 16. August 2019 in Kuala Lumpur